# میندن، کوئینزلند
میندن (به انگلیسی: Minden) یک شهرک در استرالیا است که در Somerset Region واقع شده‌است.